# 사우디아라비아의 역사
사우디아라비아의 역사는 7세기 초 경에는 무함마드가 자신이 신의 계시를 받았다고 주장하며 아라비아 반도의 다양한 부족들을 통일하고 동일한 이슬람교 공동체를 창조해 내어 나가면서 시작된다.

## 이슬람
이슬람교가 태어나기 이전, 현재 사우디아라비아가 있는 아라비아 반도 지역은 소수의 부족들이 살아가고 있는 사막 지대였다. 그러던 중 이슬람교의 선지자 무함마드가 571년에 메카에서 태어났고, 7세기 초 경에는 무함마드가 자신이 신의 계시를 받았다고 주장하며 아라비아 반도의 다양한 부족들을 통일하고 동일한 이슬람교 공동체를 창조해내었다.
632년에 무함마드가 세상을 떠난 이후, 무함마드의 후계자들은 세력을 급격히 확장하여 서쪽으로는 이베리아 반도에서 동쪽으로는 파키스탄까지 수십년 만에 빠르게 영토를 늘리었다. 아라비아는 얼마 지나지 않아 무슬림 세계의 정치적, 종교적인 중심으로 떠올랐으며, 이슬람교는 이에 힘입어 세계 곳곳으로 빠르게 퍼져나갔다.
아랍인들은 현재의 사우디아라비아의 하자즈 지방에 라쉬둔 칼리파조, 우마이야 칼리파조, 아바스 칼리파조, 파티마 칼리파조 등을 세웠다. 10세기부터 20세기 초까지, 메카와 메디나 지방은 메카의 샤리프라고 하는 토착 지배자가 통치하였다. 허나 대부분의 경우, 메카의 샤리프들은 바그다드, 카이로, 이스탄불 등에 위치한 제국들의 간접적인 통치를 받았으며, 사우디아라비아가 세워지기 직전까지도 전통적인 토후국들이 갈래갈래 나뉘어 아라비아 반도를 각자 통치하고 있었다.
10세기에는 전반적으로 시아파의 한 부류인 이스마일파 계열의 까라마타파가 페르시아 만에서 가장 강력한 세력이었다. 그러나 930년경, 까라마타파는 메카를 침공하여 약탈하였고, 특히 이 과정에서 메카의 카바에 박혀있는 ‘검은 돌’을 훔쳐가면서 이슬람 세계의 공적으로 변해버리고 말았다. 결국 1077년, 아랍의 압둘라 빈 알리 알 우유니가 셀주크 제국의 도움을 받아 바레인 지방에서 까라마타파를 꺾고 우유니드 왕조를 세웠다. 우유니드 제국은 후에 시리아의 사막까지 영토를 확장하며 전성기를 구가하였으나, 1253년 경에 유스푸리드 왕조가 들어서며 멸망하였다. 한편 유스푸리드 왕조는 1320년에 페르시아인의 침공으로 세가 크게 약해졌고, 14세기에 이르자 자와니드 왕조가 동부 아라비아를 지배하였다. 얼마 지나지 않아 15세기에 자브리드인들이 자와니드를 몰아내고 호르무즈 지방에서 대대적인 전쟁을 벌였으며, 이 전쟁은 1507년에야 끝났다. 이후 아라비아 반도의 아랍인들은 점차 오스만 제국의 통치 하로 들어가기 시작하였고, 17세기에 소규모의 반란이 있었으나 나중에는 이들조차 모두 오스만 제국군에 의하여 진압되었다.

## 오스만 제국
16세기, 오스만 제국은 홍해와 페르시아 만까지 그 영토를 확장하였고, 술탄제를 선포하며 포르투갈인들의 홍해와 인도양 침입을 막아내었다. 오스만 제국은 이후 대략 400여 년 동안 중앙 정부의 권력이 세거나 약해짐에 따라 아라비아 반도 지역에 다양한 정책들을 실시하였다. 이러한 일관적이지 못한 정책들은 이후 20세기의 아라비아 반도의 불확실성을 강화시켰고, 부족들간 분쟁을 심화시키는 결과를 낳았다.

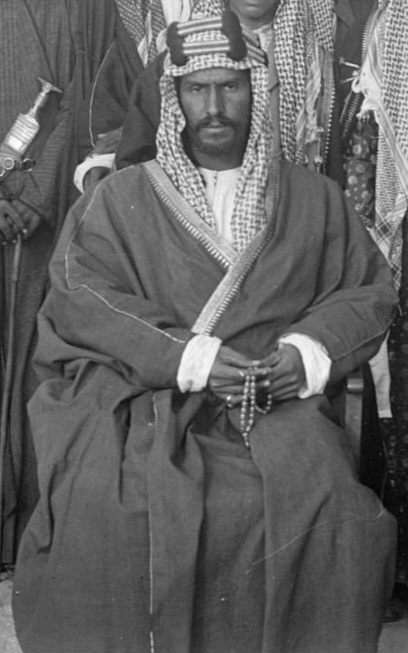
이븐 사우드, 사우디아라비아의 첫 국왕

## 사우드 가문
현재의 사우디아라비아의 왕실인 사우드 가문은 1744년, 중앙 아라비아의 네지드 지방에서 발흥하였다. 가문의 시조인 무함마드 이븐 사우드는 종교 지도자이자 이슬람 극단주의 운동인 와하비즘의 창시자인 무함마드 이븐 압둘 와하브와 힘을 합쳤는데, 이 18세기에 맺어진 동맹은 사우디아라비아의 후대의 팽창 정책과 현재의 엄격한 전제군주정의 토대가 되어주었다.
사우디 제 1왕국, 또다른 이름으로는 디리야 토후국은 1744년에 현재의 리야드 근처에 성립되었고, 빠르게 팽창하여 1803년에는 메카를 공격하여 얻어낼 정도로 번성하며 현재의 사우디아라비아 지방 대부분을 장악하는 데에 성공하였다. 그러나 이에 위협을 느낀 오스만 제국에 의하여, 1818년에 이집트 총독인 알리 파샤의 공격을 받고 1818년에 멸망하고 말았다. 하지만 19세기 들어 오스만 제국이 과거의 영광을 잃고 쇠퇴하자 사우드 가문은 또다시 국가를 세워 이를 사우디 제 2왕국이라 칭했다. 사우디 제 1왕국보다 훨씬 작은 규모의 사우디 제 2왕국은 네지드 지방에 위치하였는데, 1824년에 건국되었다. 이후 19세기 내내, 사우드 가문은 현재 아랍에미리트의 왕실 가문인 라시드 가문과 내분을 벌이기 시작하였고, 결국 오스만 제국의 지원을 받은 라시드 가문이 내분에서 승리하며 사우드 가문과 알 사우드는 1891년에 쿠웨이트로 피난가 후일을 도모하고자 하였다.
20세기 초, 오스만 제국은 여전히 아라비아 반도 대부분의 지방에 통치권을 행사하고 있었다. 아라비아는 점차 제국의 통치에서 벗어나고자 하는 독립의 움직임이 강해졌고, 부족장들이 모여 조직적으로 대항하기 시작하였다. 1902년, 압둘 라흐만의 아들인 압둘 아지즈, 후에 이븐 사우드라 불리는 인물이 리야드의 통치권을 다시 되찾았고, 사우드 가문을 네지드로 귀환시키는 데에 성공하였다. 이후 이븐 사우드는 사우디 제 3왕국을 세웠다. 이븐 사우드는 와하비즘 영향을 받은 부족군대 이크완의 지지를 받았고, 이븐 사우드는 이들의 도움을 받아 1913년에 알 아샤 지역을 오스만 제국으로부터 강탈하는 데에 성공하였다.
1916년, 메카의 샤리프였던 후세인 빈 알리는 제1차 세계대전에서 오스만 제국과 전쟁을 벌이고 있던 영국의 도움을 받아 범아랍적인 반오스만 투쟁을 벌이기 시작하였고, 통일된 아랍 국가를 만들어내기 위하여 노력하였다. 이후 세계대전에서 오스만 제국이 패하자 결국 오스만 제국은 아라비아에서 패퇴할 수 밖에 없었고, 후세인 빈 알리는 헤자즈 왕국의 왕으로 등극하였다.
이븐 사우드는 아랍에서 일어난 반란에 참여하기를 꺼렸고, 대신 알 라시드 가문과의 투쟁을 계속하였다. 이후 알 라시드 가문을 꺾은 이븐 사우드는 네지드의 술탄직을 1921년에 얻어내었고 이크완의 지지를 등에 업고 후세인 빈 알리의 헤자즈 왕국을 1925년에 복속시키는 데에 성공하였다. 1926년 1월에 이븐 사우드는 스스로를 헤자즈의 왕으로 선포하였고, 이후 네지드의 국왕도 겸직하였다. 약 5년 동안 이븐 사우드는 헤자즈 왕국과 네지드 왕국을 따로따로 다스렸다.
헤자즈 왕국을 정복한 이후, 이크완들의 목표는 와하비즘의 세력들을 영국의 쿠웨이트, 이라크, 요르단 보호령 등지로 확장하는 것으로 바뀌었고, 얼마 지나지 않아 이들은 점차 영국령을 공격하기 시작하였다. 이는 이븐 사우드의 급격한 반대를 일으켰는데, 이는 이븐 사우드가 영국과의 직접적인 충돌이 얼마나 위험한지 잘 알고 있었기 때문이었다. 이와 동시에 이크완과 이슬람 과격주의 세력들은 현대화와 외국인들의 이주를 장려하는 듯한 이븐 사우드의 국내 정책에 실망하였고, 결국 이븐 사우드에게 등을 돌렸다. 허나 이들은 1929년에 결국 사빌라 전투에서 진압되었고, 지도자들은 모두 처형되었다. 1932년 9월 23일, 헤자즈 왕국과 네지드 왕국은 서로 통합되어 사우디아라비아 왕국이 공식적으로 성립되었고, 현재 사우디아라비아에서는 이날을 건국기념일로 기리고 있다.

## 통합 이후
헤자즈 왕국과 네지드 왕국이 통합되어 새로운 사우디아라비아 왕국이 건국되기는 하였으나, 왕국은 제한된 농업과 일부 산업에만 근근히 의존하고 있던 형국이었다. 하지만 그러던 와중에 1938년에 초대규모의 유전이 알 아샤와 페르시아 만 인근 지방에서 발견되었고, 1941년에는 미국 계열 회사인 아람코의 주도 하에 대대적으로 석유가 시추되기 시작하였다. 석유는 사우디아라비아에게 막대한 부를 가져다 주었고, 국제적 위상을 한순간에 엄청난 규모로 드높였다.
사우디아라비아의 경제 수준이 비약함에 따라 문화도 빠르게 발전하였는데, 특히 헤자즈 지방에서 언론과 라디오가 활성화되며 그 중심지가 되었다. 허나 석유 산업으로 인하여 수많은 외국인들이 사우디아라비아 내부로 쏟아져 들어오자 안그래도 만연하였던 제노포비아가 사우디아라비아 국민들 사이에서 더더욱 심화되었고, 그 와중에 정부는 낭비와 실패를 반복하며 막대한 양의 국가 부채를 만들어내고 외국에서 어마어마한 양의 빚을 들여오게 되었다.
1953년, 사우드 빈 압둘아지즈 알사우드가 국왕직을 물려받았고, 1964년에 이복형제인 파이살 빈 압둘아지즈 알사우드가 그를 쫓아내고 대신 3대 국왕으로 즉위할 때까지 재위하였다. 1972년에는 사우디아라비아 정부가 아람코의 지분들 중 20%를 소유하게 되었고, 사우디아라비아의 원유에 대한 미국의 영향력을 줄이고자 노력하였다.
1973년에는 사우디아라비아가 욤키푸르 전쟁에서 이집트와 시리아에 맞서 이스라엘을 지지한 서방국가들에 대한 보복으로 오일 대란을 일으켰다. 유가는 즉시 엄청난 가격으로 상승하며 세계적으로 대대적인 오일 파동을 불러왔다. 그러나 1975년에는 파이살 국왕이 그의 조카인 파이살 빈 무사이드에 의하여 암살당했으며, 그의 이복형제인 칼리드 빈 압둘아지즈 알사우드가 사우디아라비아의 4대 국왕으로 즉위하였다.
사우디아라비아는 1976년에 세계에서 가장 거대한 석유 생산국이 되었고, 칼리드 국왕의 재위기에 사우디아라비아는 엄청나게 빠른 속도로 경제적, 사회적 발전을 경험하며 국가의 인프라와 교육 시스템 자체를 재정비하였다. 외교적으로는 미국과 더욱 긴밀해졌다. 1979년에는 2개의 사건이 연이어 터지며 사우디아라비아 정부의 심기를 건드렸는데, 하나가 이란에서 일어난 이란 혁명이었는데, 시아파가 주도한 이란 혁명의 열기를 이어받아 사우디아라비아 동부에 집단적으로 거주하는 국내 시아파가 반란을 일으켜 중앙정부를 흔들까 두려워했기 때문이었다. 이 때문에 실제로 1979년 카티프에서 반란이 일어나기도 하였다.
2번째 사건은 이슬람 극단주의자들이 메카에 있는 대모스크를 강제로 점거한 사건이었다. 이 극단주의자들은 사우디아라비아 정부가 벌이고 있는 ‘반이슬람적’ 행동에 격분했다고 주장하였으며, 정부의 부정부패를 일소해야 한다고 주장하였다. 정부는 10여일이 지나고 나서야 대모스크를 탈환하는데에 성공하였으며, 이 극단주의자들은 모두 처형되었다. 이로 인하여 사우디 왕가는 영화관의 문을 닫는 등 이전보다 훨씬 더 엄격한 이슬람 율법을 사회적으로 적용하기 시작하였고, 정부 내에서도 이슬람 율법학자들에게 더 많은 권력을 부여하는 등 이슬람계의 반발을 무마하려 들었다. 그러나 이 두 조치 모두 이슬람 극단주의가 국내에서 더더욱 창궐하는 것을 막지는 못하였다.
1980년대에 사우디아라비아는 아람코의 미국 지분을 모두 사들였다. 칼리드 국왕은 1982년 6월에 심장마비로 사망하였고, 그 뒤를 이어 파흐드 빈 압둘아지즈 알사우드 국왕이 즉위하였다. 그는 ‘2개의 신성한 모스크의 수호자’라는 칭호를 자신의 이름에 추가하였으며, 이슬람계의 반발을 받아들여 ‘전하(Majesty)’라는 호칭을 신에게만 쓸 수 있도록 하였다. 파흐드는 미국과 긴밀한 관계를 유지하였고, 여전히 막대한 양의 미국제와 영국제 무기들을 사들였다.
석유 생산으로 벌어들인 막대한 재원은 사우디아라비아 사회에도 큰 영향을 불러일으켰다. 기술적으로도 급격한 현대화가 이루어졌고, 도시화, 대규모 공공 교육과 새 미디어들이 신설되었다. 이러한 발전들과 급격하게 증가한 외국인 노동자들의 존재는 전통적인 사우디아라비아의 전통에도 영향을 미쳤다. 사우디아라비아는 사회적, 경제적으로는 크게 발달하였으나 정치적으로는 여전히 사우드 왕가가 모든 권력을 독점하며 국정에 참여하고자 하는 모든 자국민들을 배제해버리는 후진적인 체제가 지속되었다.
1980년대에 사우디아라비아 정부는 250억 달러를 쏟아부어 사담 후세인을 이란-이라크 전쟁에서 지원하였다. 그러나 사우디아라비아는 이라크가 1990년대에 쿠웨이트를 침공한 것에 대하여 국제적으로 비난을 받았고, 결국 미국의 참전을 요청하였다. 파흐드 국왕은 미군과 연합군들이 사우디아라비아에 주둔할 수 있도록 허가하였다. 그는 쿠웨이트 정부 요인들과 국민들을 사우디아라비아로 초대하였으나, 예멘과 요르단은 이라크를 지지했다는 이유로 국외로 쫓아냈다. 1991년에는 사우디아라비아 군대가 쿠웨이트를 해방시키기 위하여 이라크 공습과 지상전에 모두 참여하기도 하였다.
이 시기 들어, 사우디아라비아와 서방 세계와의 공조는 극단적인 이슬람계와 샤리아 동조자들의 반발을 불러왔고, 점차 사우디아라비아 국적의 테러리스트들이 국내외적으로 많이 등장하기 시작하였다. 오사마 빈 라덴은 1994년에 시민권을 박탈당하기 전까지 사우디아라비아 시민이었고, 2000년에 예멘의 아덴에서 미국 군함을 공격하고 2001년 9월 11일에는 뉴욕의 세계무역센터를 테러하며 국제적으로 엄청난 충격을 주었다. 이슬람 테러리스트들의 주장에 동의하지 않는 국민들조차, 친서방적인 외교 기조를 추구하는 정부의 입장에 딱히 동조하지는 않았다.
이슬람이 유일한 사우디아라비아의 문제점은 아니다. 사우디아라비아는 매우 부유한 국가이기는 하지만, 그 국부는 거의 정체되어 있으며 높은 세율과 실업율로 인하여 사회 불만이 쌓이기 시작한 것이다. 이 때문에 사회가 불안정해지기 시작하였으며, 자연스레 왕가에 대한 불만이 터져나오기 시작하였다. 결국 파흐드 국왕은 일련의 ‘개혁’조치들을 반포하였으며, 1992년 3월에는 기본법을 소개하며 지도자로서의 임무와 책임을 강조하였다. 파흐드 국왕은 60명의 의원들과 의장으로 구성된 국정자문회의(Majlis Ashura)와 같이 의회와 비슷한 기구를 처음으로 출범시켰으나, 이 의원들은 모두 국왕이 임명하며 실제 권한은 얼마 없다는 점에서 한계를 지녔다. 국왕의 의도는 최대한 반대파의 목소리를 듣는 척하며 실제로 변화는 최소화하려 했던 것이다. 파흐드 국왕은 ‘선거에 기반한 제도는 우리의 의논에 기반한 이슬람적 신념에 어긋난다’라고 발언하면서 자신이 민주주의에 대한 생각이 전혀 없음을 분명히 하였다.

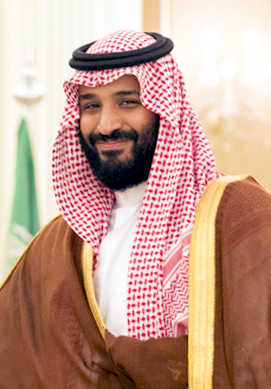
무함마드 빈 살만 알사우드

1995년, 파흐드 국왕은 심장 발작에 시달렸고 왕세자인 압둘라 빈 압둘아지즈 알사우드가 섭정을 맡았다. 그러나 압둘라 왕세자의 권한은 파흐드 국왕의 형제들에 의하여 제한되었고, 1990년대부터 점차 불화의 징조가 쌓이기 시작하였고 2003년과 2004년에는 리야드와 제다 등지에서 살상전이 벌어지기도 하였다. 2005년 2월부터 4월까지, 사우디아라비아에서 처음으로 전국적인 지방 선거가 열렸다. 다만 여성들은 투표권이 허락되지 않았다.
2005년, 파흐드 국왕이 사망하였고 그 뒤를 압둘라 왕세자가 이었다. 그는 정책 기조를 바꾸지 않고 반발 세력들을 억압하며 개혁 조치는 최소화하려 노력하였다. 그는 규제를 완화하고 해외 투자와 사유화를 장려하며 경제적 개혁을 일부 실시하여 석유에 지나치게 의존한 경제 구조를 바꾸려 시도하였다. 2009년 2월, 압둘라 국왕은 사법, 군대 체계도 개혁하겠다고 선언하였고 사법계의 원로들과 무타완(종교 경찰)들을 조금 더 온건한 성향의 인사들로 임명하였다. 또한 처음으로 여성 장관을 내각에 임명하기도 하였다.
2011년 1월 29일, 수백명의 시위자들이 제다에 모여 사우디아라비아에서는 보기 드문 반정부 시위를 벌였다. 이들은 11명이 죽은 제다의 홍수 사건 이후 나아지지 않고 있는 제다의 빈약한 인프라 제도를 비판하였다. 경찰은 곧바로 개입하여 15분 만에 이들을 진압하였고, 30명에서 50명에 달하는 인원들을 체포하였다.
2011년 이래, 사우디아라비아는 아랍의 봄 사태를 크게 의식하고 있었다. 압둘라 국왕은 2011년 2월 22일에 360억 달러에 달하는 돈을 시민들에게 풀었고, 이 중 10.7억 달러는 주택 문제에 쏟아부었다. 다만 이때에도 몇몇 금융 사기범들이 풀려난 것 이외에도 정치적인 개혁 조치는 전혀 이루어지지 못했다. 같은 해 3월 18일에는 압둘라 국왕이 930억 달러에 달하는 재정 지원 조치를 쏟아냈고, 50만 명에게 670억 달러를 주며 새로운 집을 제공하였고 6만 개가 넘는 새로운 직업들을 창출하여 시민들의 불만을 무마하였다.
2011년에 열린 지방선거에서는 오직 남성들만 투표권이 있었던 것과 달리, 압둘라 국왕은 2015년 지방선거에서 여성들의 참정권과 투표권을 허가하였고 의회에도 여성 의원들을 선출하는 것을 허가하였다. 사우디아라비아 정부는 2001년부터 광범위한 인터넷 감시를 해오고 있다. 대부분의 검열조치는 2개의 사항에 해당되는데, 하나는 ‘부도덕적’인 것으로 예를 들어 음란물이나 이슬람 수니파의 교리들에 반발하는 내용의 웹사이트들을 모두 차단한다. 나머지 하나는 사우디아라비아 정권과 왕가에 비판하는 자들을 차단하고 검열하는 데, 보통 이쪽이 훨씬 더 까다롭게 처리하는 경우가 잦다. 2015년 1월 23일, 압둘라 국왕은 폐렴으로 사망하였고 그의 뒤를 이어 살만 빈 압둘아지즈 알사우드 국왕이 즉위하였다. 2017년 들어서는 노회한 살만 빈 압둘아지즈 알사우드 국왕 대신 그의 아들인 무함마드 빈 살만 알사우드 왕세자가 국정을 지휘하고 있으며, 그는 현재까지도 막강한 권력을 휘두르며 'Mr. Everything'라는 별명을 얻기도 하였다.

## 같이 보기
- 사우디아라비아